# Gilvan Souza Correa
Gilvan Souza Correa (Salgado, 10 novembre 1989) è un calciatore brasiliano, difensore dell'América-RN.

## Caratteristiche tecniche
È un difensore centrale.

## Carriera
Cresciuto nelle giovanili dell'Iraty, ha esordito il 18 luglio 2010 in un match vinto 2-1 contro il Pelotas.

## Statistiche

### Presenze e reti nei club
Statistiche aggiornate al 14 settembre 2019.
| Stagione               | Squadra                | Campionato             | Campionato | Campionato | Coppe nazionali | Coppe nazionali | Coppe nazionali | Coppe continentali | Coppe continentali | Coppe continentali | Altre coppe | Altre coppe | Altre coppe | Totale | Totale | Totale |
| Stagione               | Squadra                | Comp                   | Pres       | Reti       | Comp            | Pres            | Reti            | Comp               | Pres               | Reti               | Comp        | Pres        | Reti        | Pres   | Reti   |        |
| ---------------------- | ---------------------- | ---------------------- | ---------- | ---------- | --------------- | --------------- | --------------- | ------------------ | ------------------ | ------------------ | ----------- | ----------- | ----------- | ------ | ------ | ------ |
| 2010                   | Iraty                  | D+PAR                  | 8+0        | 0          | CB              | 0               | 0               |                    | -                  | -                  |             | -           | -           | 8      | 0      |        |
| 2011                   | Iraty                  | PAR                    | 16         | 0          | CB              | 2               | 0               |                    | -                  | -                  |             | -           | -           | 18     | 0      |        |
| Totale Iraty           | Totale Iraty           | Totale Iraty           | 24         | 0          |                 | 2               | 0               |                    | -                  | -                  |             | -           | -           | 26     | 0      |        |
| 2012                   | Londrina               | PAR                    | 9          | 0          | CB              | 0               | 0               |                    | -                  | -                  |             | -           | -           | 9      | 0      |        |
| 2013                   | Londrina               | D+PAR                  | 2+20       | 0+1        | CB              | 0               | 0               |                    | -                  | -                  |             | -           | -           | 22     | 1      |        |
| 2014                   | Londrina               | PAR                    | 16         | 1          | CB              | 3               | 0               |                    | -                  | -                  |             | -           | -           | 19     | 1      |        |
| Totale Londrina        | Totale Londrina        | Totale Londrina        | 47         | 2          |                 | 3               | 0               |                    | -                  | -                  |             | -           | -           | 50     | 2      |        |
| 2014                   | Ponte Preta            | B+PAU                  | 27+0       | 0          | CB              | 0               | 0               |                    | -                  | -                  |             | -           | -           | 27     | 0      |        |
| 2015                   | Ceará                  | B+CEA                  | 18+10      | 0          | CB              | 5               | 0               |                    | -                  | -                  | CDN         | 8           | 0           | 41     | 0      |        |
| 2016                   | Paysandu               | B+PAE                  | 23+0       | 3+0        | CB              | 5               | 3               |                    | -                  | -                  | CV          | 0           | 0           | 28     | 6      |        |
| 2017                   | Paysandu               | B+PAE                  | 7+0        | 0          | CB              | 2               | 0               |                    | -                  | -                  | CV          | 7           | 0           | 16     | 0      |        |
| Totale Paysandu        | Totale Paysandu        | Totale Paysandu        | 30         | 3          |                 | 7               | 3               |                    | -                  | -                  |             | -           | -           | 37     | 6      |        |
| 2017                   | Atl. Goianiense        | A+GOI                  | 24+0       | 2+0        | CB              | 0               | 0               |                    | -                  | -                  |             | -           | -           | 26     | 0      |        |
| gen.-giu. 2018         | CFR Cluj               | L1                     | 0          | 0          | CR              | 0               | 0               |                    | -                  | -                  |             | -           | -           | 0      | 0      |        |
| 2018                   | Atl. Goianiense        | B+GOI                  | 15+0       | 0+0        | CB              | 0               | 0               |                    | -                  | -                  |             | -           | -           | 15     | 0      |        |
| 2019                   | Atl. Goianiense        | B+GOI                  | 20+14      | 2+1        | CB              | 3               | 0               |                    | -                  | -                  |             | -           | -           | 37     | 3      |        |
| Totale Atl. Goianiense | Totale Atl. Goianiense | Totale Atl. Goianiense | 73         | 5          |                 | 3               | 0               |                    | -                  | -                  |             | -           | -           | 76     | 5      |        |
| Totale Carriera        | Totale Carriera        | Totale Carriera        | 229        | 10         |                 | 20              | 3               |                    | -                  | -                  |             | 15          | 0           | 288    | 15     |        |

## Palmarès

### Club

#### Competizioni regionali
- Copa do Nordeste: 1

Ceará: 2015
- Copa Verde: 1

Paysandu: 2016

#### Competizioni statali
- Campionato Paraense: 1

Paysandu: 2016

#### Competizioni nazionali
- Campionato rumeno: 1

CFR Cluj: 2017-2018